# 램리섬

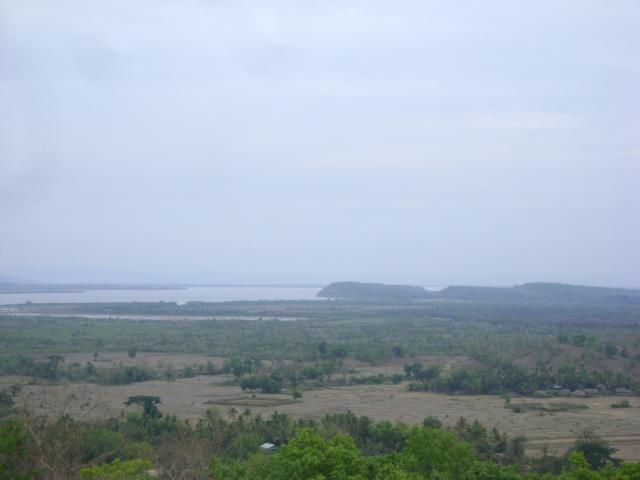

램리섬(Ramree Island, 버마어: ရမ်းဗြဲကျွန်)은 미얀마 라카인주 해안에서 떨어진 섬이다. 램리섬은 미얀마 최대의 섬이다. 이 섬의 면적은 약 1,350 제곱킬로미터이며 주로 붐비는 중심지는 램리이다.

## 지리
가장 높은 지대는 Zikha Taung이며 섬 남쪽의 서쪽 기슭 주변에 위치한 300미터 높이의 산이다.

### 주변 섬
- Sagu Kyun: 5킬로미터 길이, 4킬로미터 너비
- Magyi Kyun: 2.2킬로미터 길이
- 체두바섬

## 같이 보기
- 미얀마의 지리